# Быков, Василий Иванович (Герой Советского Союза)
Василий Иванович Быков (5 февраля 1920, Кравотынь, Сорожское сельское поселение — 16 ноября 1999, Севастополь) — советский морской офицер, участник Великой Отечественной войны на Чёрном море, на Северном флоте, Герой Советского Союза (1944). Участник советско-японской войны. Контр-адмирал (1970).

## Биография
Родился 5 февраля 1920 года в деревне Кравотынь (ныне — Осташковский район Тверской области). Окончил 10 классов.
В Военно-Морском Флоте с 1937 года. Окончил Тихоокеанское высшее военно-морское училище. Служил на Тихоокеанском и Северном флотах.

### В Великой Отечественной войне
В боях Великой Отечественной войны с июня 1943 года. Торпедный катер «ТКА-242» 3-го дивизиона торпедных катеров Печенгской бригады торпедных катеров Северного флота, которым командовал комсомолец старший лейтенант Быков В. И., в июле — сентябре 1944 года участвовал в поиске подводных лодок противника. Потопил транспорт и 3 тральщика врага.
Особо отличился в бою 19 августа 1944 года в районе мыса Кибергнес (Северная Норвегия). В этот день был получен приказ командующего флотом: торпедным катерам, находившимся на полуострове Средний, атаковать вражеский конвой. Командир бригады, получив первые донесения о выходе конвоя из пролива Боссесунн передал по радио приказание: «Общая атака. Павлову, Ефимову идти к Кибергнесу». Конвой, насчитывавший 32 единицы судов и кораблей охранения, был застигнут врасплох. Торпедные катера атаковали его растянувшийся строй с нескольких направлений.
Торпедный катер «ТКА-242» под командованием старшего лейтенанта Быкова В. И., вырвавшись вперед и стремительно промчавшись вдоль всего конвоя в 10 кабельтовых (1852 метра) от него, поставил длинную дымовую завесу. Это обеспечило скрытный подход остальных катеров. Внезапно появляясь из плотной дымовой завесы, они стремительно атаковали транспорты и быстро исчезали. Сильный огонь вражеских кораблей и береговых батарей оказался малоэффективным. В течение 37 минут боя 13 катеров выпустили 25 торпед. Внезапность и стремительность, точный расчёт позволили катерникам блестяще выполнить боевую задачу. Противник потерял 14 транспортов и кораблей охранения, а 3 корабля получили повреждения. Это был самый значительный и один из наиболее успешных боёв североморских торпедных катеров.
Указом Президиума Верховного Совета СССР от 5 ноября 1944 года за образцовое выполнение заданий командования в борьбе против немецко-фашистских захватчиков и проявленные при этом мужество и героизм Быкову Василию Ивановичу было присвоено звание Героя Советского Союза с вручением Ордена Ленина и медали «Золотая Звезда».

### В советско-японской войне

Экипаж СКР «Шквал»: командир корабля Быков Василий Иванович Герой Советского Союза, (справа) командир минно-торпедной части капитан-лейтенант Тхагапсов М. М., (сидит) командир штурмовой части капитан-лейтенант Киль В. с командой.
Потийская ВМБ ЧФ, 1951 г.

После Победы над гитлеровской Германией В. И. Быков участвовал в советско-японской войне 1945 года в должности командира торпедного катера «ТКА-561» и командира звена ТКА 2-го дивизиона 1-й бригады торпедных катеров Тихоокеанского флота. Совершил несколько разведывательных походов, участвовал в высадке морских десантов, отражал налёты японской авиации.
Из наградного листа:

Командир звена ТКА 2-го дивизиона 1-й бригады торпедных катеров ТОФ Герой Советского Союза
старший лейтенант Быков Василий Иванович.
За умелые действия при выполнении разведывательной операции на подходах к портам Юки, Расин, Сейсин в дневное время, за грамотные действия при захвате шхуны противника и снятии с неё трёх пленных и проявленное мужество. За умелые и отважные действия в операции и проявленное мужество, достоин награждения орденом Отечественной войны 1 степени.
Командир 2 ДТКА 1 БТКА ТОФ
капитан-лейтенант Малик
12 августа 1945 г.— Ссылка на эту запись: 

### После войны
Член ВКП(б)/КПСС с 1948 года. С 1950 года командир сторожевого корабля «Шквал» 106-й бригады охраны водного района Потийской военно-морская базы. Командовал 150-й бригадой эсминцев Черноморского флота. В 1959 году окончил Военно-морскую академию. В 1972—1974 годах — военный советник командующего Военно-морским флотом Сирийской Арабской Республики. В 1974—1979 годах — начальник специального факультета Военно-морской академии имени Кузнецова.
С 1979 года контр-адмирал Быков В. И. — в запасе, а затем — в отставке. Жил в Ленинграде. Работал заведующим филиалом Музея истории Ленинграда — здания Смольного собора. В 1981 году переехал в Севастополь. Много лет был членом военно-научного общества флотского Дома офицеров. Возглавлял ассоциацию Героев Советского Союза в Севастополе.
Умер 16 ноября 1999 года. Похоронен на Аллее Героев городского кладбища «Кальфа» в Севастополе.

## Семья
- жена - Полина Кирилловна Быкова[4].

## Память

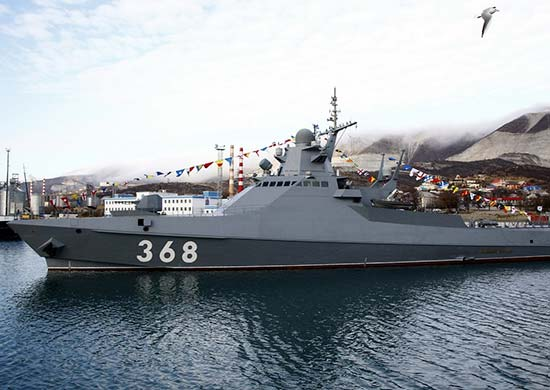
Патрульный корабль «Василий Быков» Новороссийской военно-морской базы Черноморского флота

- Имя Героя высечено золотыми буквами в зале Славы Центрального музея Великой Отечественной войны в Парке Победы города Москвы
- На могиле на Аллее Героев городского кладбища «Кальфа» в Севастополе установлен надгробный памятник[5].
- Мемориальные доски установлены, в городах: Севастополе — на доме в котором проживал контр-адмирал Быков (улица Ленина, дом 13)[6] и Осташкове — на здании школы, где учился Герой.
- Первый патрульный корабль проекта 22160 носит имя «Василий Быков». Входит в состав Черноморского флота ВМФ России[7].

## Награды

Могила Быкова на кладбище «Кальфа» в Севастополе.

- Звание Героя Советского Союза. Медаль «Золотая Звезда» (СССР)(№ 4524)[1];
- Орден Ленина[1];
- Орден Богдана Хмельницкого III степени (1999)[8];
- Два Ордена Красного Знамени[9];
- Два Ордена Отечественной войны 1-й степени[10];
- Орден Отечественной войны 2-й степени[11];
- Два Ордена Красной Звезды;
- Орден «За службу Родине в Вооружённых Силах СССР» 3-й степени;
- Медаль За боевые заслуги[12];
- Медаль «За оборону Советского Заполярья»[13];
- Медаль «В ознаменование 100-летия со дня рождения Владимира Ильича Ленина» (6 апреля 1970);
- Медаль «За победу над Германией в Великой Отечественной войне 1941—1945 гг.» (9 мая 1945[14]);
- Медаль «За победу над Японией»[15];
- Юбилейная медаль «Двадцать лет Победы в Великой Отечественной войне 1941—1945 гг.» (7 мая 1965[16]);
- Юбилейная медаль «Тридцать лет Победы в Великой Отечественной войне 1941—1945 гг.»[17];
- Медаль «Сорок лет Победы в Великой Отечественной войне 1941-1945 гг.»[18];
- Медаль «Ветеран Вооружённых Сил СССР»;
- Медаль «30 лет Советской Армии и Флота»[19];
- Юбилейная медаль «40 лет Вооружённых Сил СССР»[20];
- Юбилейная медаль «50 лет Вооружённых Сил СССР» (26 декабря 1967[21]);
- Юбилейная медаль «60 лет Вооружённых Сил СССР» (28 января 1978[22]);
- Юбилейная медаль «70 лет Вооружённых Сил СССР» (28 января 1988[23]);
- Медаль «За безупречную службу» I степени;
- другие медали.
- Иностранный орден.